# Aclytia conjecturalis
Aclytia conjecturalis là một loài bướm đêm thuộc phân họ Arctiinae, họ Erebidae.